# Hirschberg (Bregenzerwaldgebirge)
Der Hirschberg ist ein 1834 m ü. A. hoher Berg im Bregenzerwaldgebirge und Hausberg von Bizau in Vorarlberg, Österreich.

## Lage und Umgebung
Umgeben wird der Hirschberg nach Nordosten von der Sienspitze (1600 m), nach Südosten vom Diedamskopf (2090 m) und Südwesten von der Kanisfluh (2044 m). Im Nordosten des Berges liegt die bekannte Vorsäß-Siedlung Schönenbach, die über die Mautstraße von Bizau aus erreicht werden kann. Im Nordwesten liegt der Talort Bizau und die Bregenzer Ach.

## Besteigung
Der Hirschberg ist ein beliebtes Ausflugsziel für Skitourengeher im Winter und für Wanderer im Sommer. Von der Talstation der Hirschbergbahnen erreicht man den Gipfel nach einer Wanderung von ca. 3,5 Stunden. Außerdem gibt es ab der Bergstation des Sesselliftes einen Alpenlehrpfad.

## Wintersportgebiet
Der Hirschberg-Sessellift führte vom Bizauer Ortsteil Hütten über die Mittelstation (Start der  ehemaligen Sommerrodelbahn) zur Bergstation auf 1436 m. Seit 2012 ist der Betrieb der Bahn wegen eines Insolvenzverfahrens nicht möglich. Die Sommerrodelbahn wurde nach der Stilllegung des Sessellifts abgetragen, somit ist eine Sommernutzung nicht mehr möglich.
Bis 1999 war der Hirschberg eines der bekanntesten Wintersportgebiete des Bregenzerwaldes. Es gab dort eine FIS-Abfahrt, auf der die Slaloms und Abfahrten der österreichischen Ski-Meisterschaft und des Europacups von 1975 und 1983 ausgetragen wurden. Auf dem Sonnenplateau standen zudem drei Schlepplifte der Firma Doppelmayr. Als einziger Bügelschlepplift ist noch der Hüttenlift in Betrieb, die anderen wurden 2014 abgetragen. Der Übungslift an der Talstation der Hirschbergbahn befindet sich noch im Winterbetrieb und wird von der Gemeinde betrieben. Des Weiteren stehen noch einige Seillifte zur Verfügung.

## Aussicht
Vom ehemaligen Panoramarestaurant und der Bergstation des Sessellifts hat man eine traumhafte Aussicht über den kompletten mittleren Bregenzerwald.

## Bilder

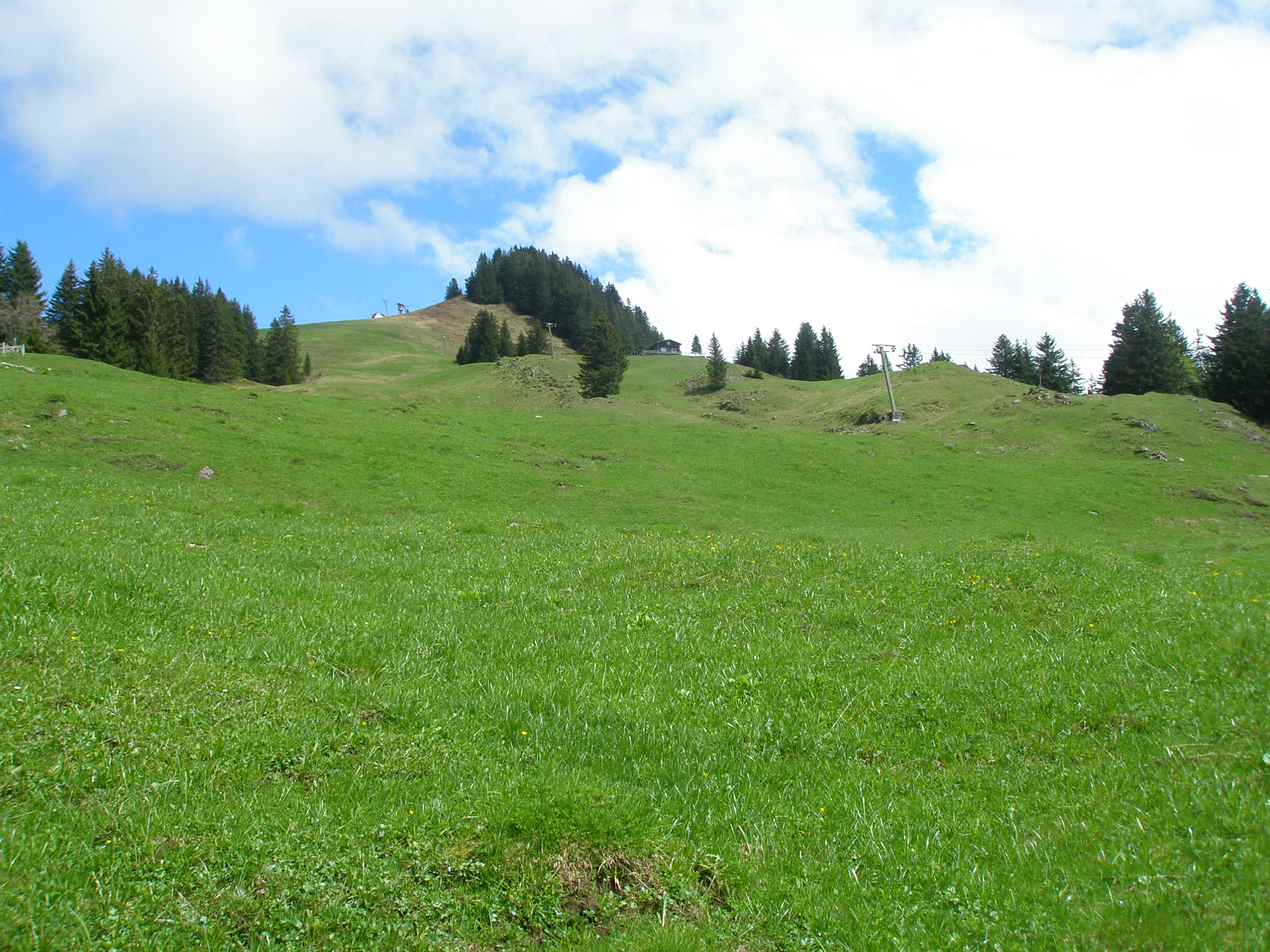
Plateau
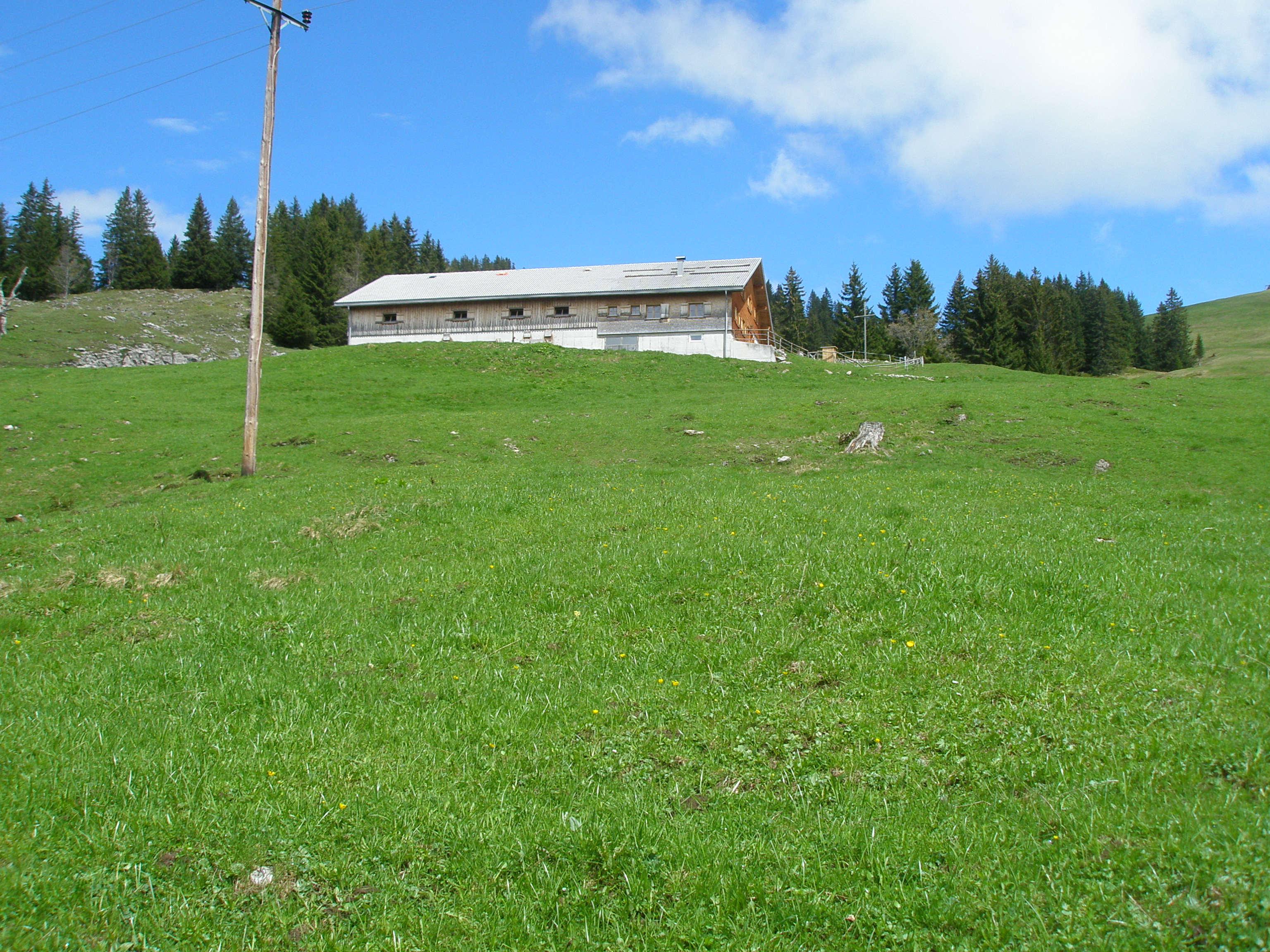
Jausenstation Mittelhirschbergalpe
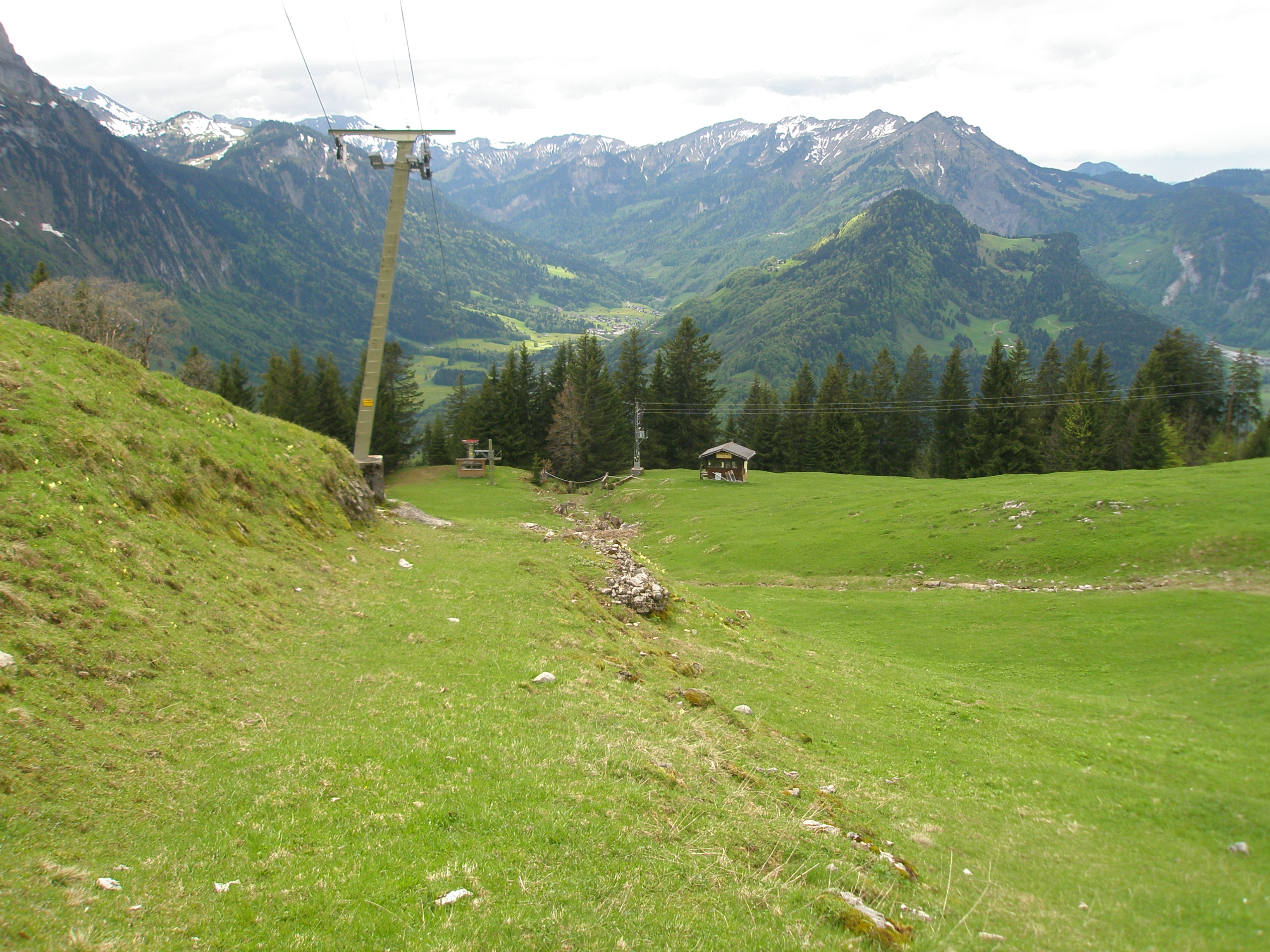
Sonnenplateau